# Bridgnorth (district)
Bridgnorth was tot 2009 een Engels district in het graafschap Shropshire en telde 52.497 inwoners. De oppervlakte bedraagt 633,2 km². Hoofdplaats is Bridgnorth.
Van de bevolking is 17,0% ouder dan 65 jaar. De werkloosheid bedraagt 2,1% van de beroepsbevolking (cijfers volkstelling 2001).

## Plaatsen in district Bridgnorth
- Albrighton
- Bridgnorth
- Broseley
- Much Wenlock
- Sheriffhales
- Shifnal